# Rock hongrois
Le rock hongrois désigne le rock interprété par des groupes et artistes hongrois.

## Histoire

### Années 1960-1970
Le rock apparait en Hongrie au début des années 1960. Les premiers groupes importants sont Illés, Metro et Omega. À l'époque, le rock est désapprouvé par les autorités hongroises communistes qui censurent les groupes dans les années 1970. Omega est ainsi interdit d'enregistrer et part en Allemagne où il devient célèbre. Le supergroupe Locomotiv GT (LGT) se forme à partir de membres d'autres groupes.
Pendant la période hippie des années 1970, il était impossible de trouver des drogues en Hongrie, telles que le LSD ou le cannabis qui, aux États-Unis, ont joué un rôle important dans la création musicale de l'époque (en particulier l'acid rock).  Seul l'alcool jouait le rôle de réelle drogue, allié aux plantes locales pseudo-hallucinogènes. Malgré cela, le courant psychédélique a bien eu lieu.

### Années 1980-1990

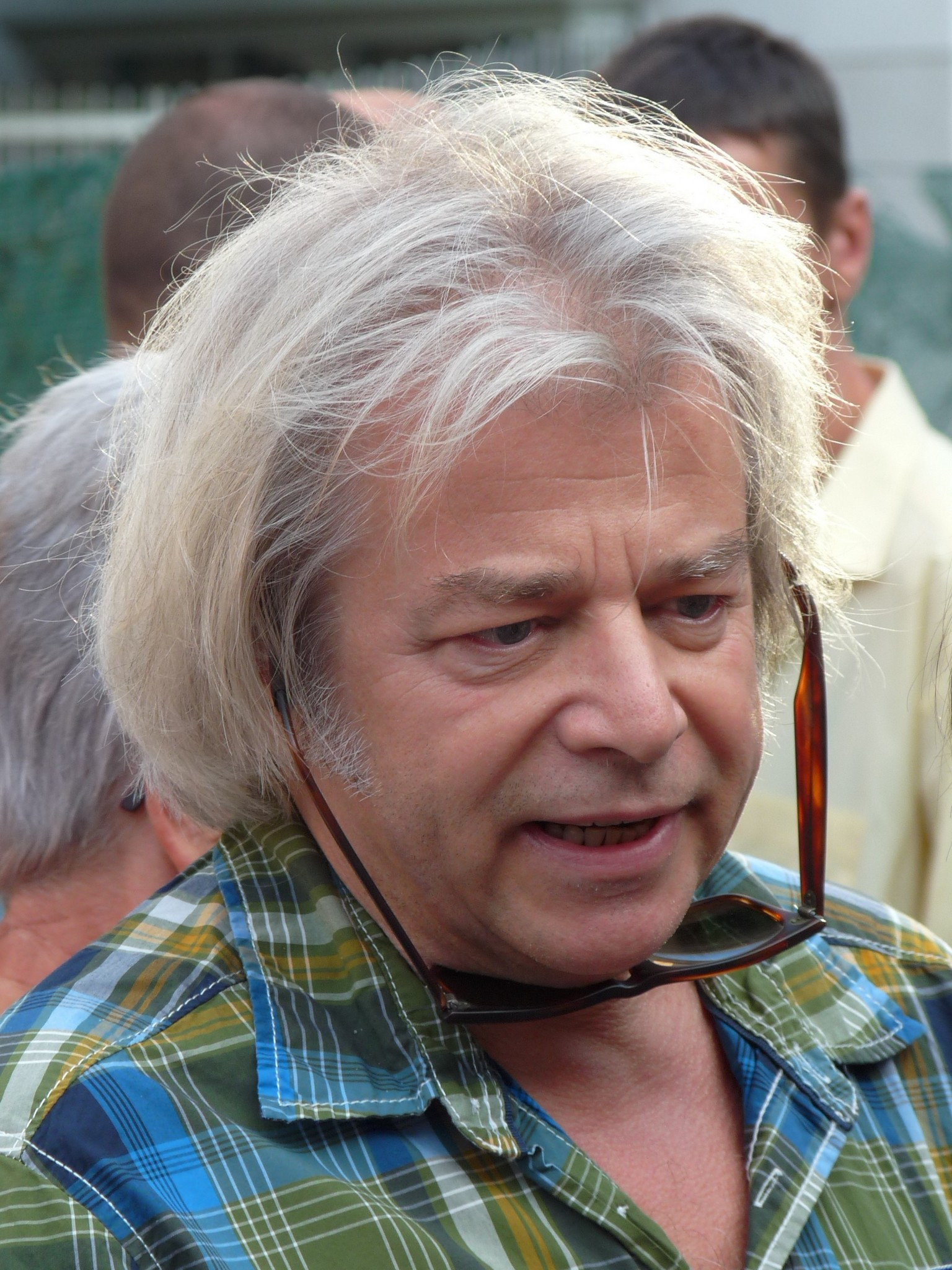
Tamás Somló, de Lokomotiv GT.

Au début des années 1980, la dépression culturelle et économique frappe la Hongrie, laissant une jeune génération aux abois, mais laissant s'exprimer, en parallèle, une génération d'artistes de punk rock et rock. Les principaux groupes de cette période comprennent Beatrice, qui est passé du disco au punk et au rock influencé folk, P. Mobil, Bikini, Hobo Blues Band, un duo de blues, A. E. Bizottság, Európa Kiadó, Sziámi et Edda művek.
Les années 1980 assistent à la déchéance des labels de rock sous la pression des autorités hongroises qui limitaient le rock ; ces labels tentent de compenser en encourageant les jeunes artistes amateurs. Cette partie de la décennie assiste à l'arrivée des vagues punk et new wave, en passant également réprimés par les autorités. Les premières détentions répressives se font avec les membres du groupe de punk rock CPg, condamnés pour deux ans. À la fin de la décennie et au début des années 1990, des problèmes internes au gouvernement rendent impossible la restriction des groupes de rock. Après la chute du gouvernement communiste, la scène hongroise se développe progressivement d'abord localement puis à l'échelle européenne.

### Années 2000-2010
Les années 2000 assistent à l'émergence de nouveaux différents genres, tandis que le rock classique reste en arrière-plan. Plus groupes de metal internationaux comme FreshFabrik, Blind Myself, et Superbutt atteignent le succès.

## Genres dérivés

### Rock alternatif

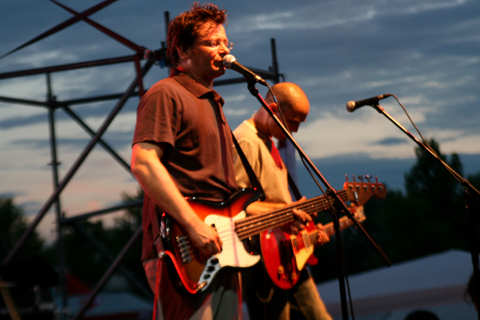
Kispál és a Borz, au VOLT Festival.

Le groupe de rock alternatif hongrois Kispál és a Borz émerge au début des années 1990. Il se popularise grâce aux thèmes lyriques de son chanteur (András Lovasi) et à son style vocal unique.
Comme seul groupe hongrois underground, Vágtázó Halottkémek, d'Attila Grandpierre, atteint aussi le succès international grâce à son mélange de rythme primitifs et de punk hardcore.
En 1990, sort le premier album studio de Pál Utcai Fiúk, intitulé Ha Jön Az Álom. Plus tard, il devient le groupe de rock alternatif le plus reconnu en Hongrie. Ses albums les plus connus sont A Bál (1991), A Nagy Rohanás (1992), Szerelemharc (1993), Szajhák és Partizánok (1994), Ha Jön Az Élet (2000), Közönséges (2004), et Legelő (2008). En 1992,, Nulladik Változat sort son premier album studio éponyme.
En 1995, Sexepil atteint les marchés internationaux avec le morceau Jerusalem qui est passée sur Music Television. En 1996, Nulladik Változat sort son deuxième album studio, Négy, qui comprend le morceau Hajnal grâce auquel il atteint le succès underground national. En 2000, sort le cinquième album de Nulladik Változat, Murmuc. Cette même année, Yonderboi sort son premier album, Shallow and Profound.

### Rock indépendant
Le 10 mars 2006, le troisième album studio d'Amber Smith, RePRINT, est publié par le label allemand Kalinkaland Records. L'album comprend le morceau Hello Sun, qui les amène au succès international. Le 10 avril 2007, le premier album studio des Moog, Sold for Tomorrow, est publié par le label américain MuSick,. Le morceau I Like You les amène au succès international.
Le 18 février 2008, sort le quatrième album d'Amber Smith, Introspective , qui comprend notamment les morceaux Introspective, Select All/Delete All, etCoded.
Le 21 juillet 2009, le deuxième album studio des Moog, Razzmatazz Orfeum, est publié,.
Les années 2010 assistent à l'arrivée de nouveaux groupes de rock indépendant comme Carbovaris et Bastiaan. Cpendant, le genre commence à décliner en Hongrie.
Le 10 avril 2012, The Moog sortent leur troisième album, Seasons in the Underground, produit par Ken Scott,,, suivi par une tournée américaine avec les groupe et musicien B-52s et David Lane.
Le 21 avril 2012, Amber Smith sort un cinquième album studio, Amber Smith.

## Groupes et artistes
- Kampec Dolores
- Ektomorf
- Omen
- Ossian
- Alvin és a Mókusok
- Kispál és a Borz
- Quimby
- 30y
- Zorán Sztevanovity